# Ciclismo nos Jogos Pan-Americanos de 2007 - Estrada contra o relógio masculino
A competição contra o relógio masculino foi um dos eventos do ciclismo de estrada nos Jogos Pan-Americanos de 2007, no Rio de Janeiro. A prova foi disputada no Parque do Flamengo em 15 de julho as 15h30 (UTC-3) com 12 ciclistas de 8 países.
Libardo Niño Corredor da Colômbia foi pego por presença de EPO no organismo e perdeu a medalha de prata conquistada na prova de estrada contra o relógio.

## Medalhistas
| Ouro   | COL Santiago Botero  |
| Prata  | ARG Matías Medici    |
| Bronze | CAN Dominique Rollin |

## Resultados
| Pos.              | Ciclista         | País           | Tempo      |
| ----------------- | ---------------- | -------------- | ---------- |
| Medalha de ouro   | Santiago Botero  | COL Colômbia   | 47m27s51   |
| Medalha de prata  | Matías Medici    | ARG Argentina  | 48m46s90   |
| Medalha de bronze | Dominique Rollin | CAN Canadá     | 49m11s30   |
| 4                 | Ignacio Sarabia  | MEX México     | 50m05s60   |
| 5                 | Fausto Esparza   | MEX México     | 50m50s58   |
| 6                 | Juanc Rojas      | CRC Costa Rica | 51m19s49   |
| 7                 | José Medina      | CHI Chile      | 51m33s50   |
| 8                 | Pedro Nicácio    | BRA Brasil     | 53m07s87   |
| 9                 | Marcos Novello   | BRA Brasil     | 54m24s08   |
| 10                | Eric Smith       | CAN Canadá     | 54m50s22   |
| 11                | Pilliph Clarke   | BAR Barbados   | 1h00m43s07 |
| DSQ               | Libardo Niño     | COL Colômbia   | 48m19s44   |